# Johann Maillard
Johann Maillard est un joueur français de volley-ball né le 27 septembre 1986. Il mesure 1,88 m et joue réceptionneur-attaquant. 

## Clubs
| Club          | Pays   | De        | À         |
| ------------- | ------ | --------- | --------- |
| Arago de Sète | France | 2006-2007 | 2008-2009 |